# Rhizolepas
Rhizolepas is een geslacht van rankpootkreeften uit de familie van de Rhizolepadidae.

## Soorten
- Rhizolepas annelidicola Day, 1939[1]
- Rhizolepas gurjanovae Zevina, 1968[2]